# 卡拉佩希
卡拉佩希是位於烏克蘭北部的村莊，由基辅州奧布希夫區的米羅尼夫卡市鎮負責管轄。該村始建於1050年，面積57.2平方公里，海拔高度143米，2001年人口3,081，人口密度每平方公里212.9人。